# Article 9 de la constitution japonaise
L'article 9 de la constitution japonaise, votée le 3 novembre 1946, sous l'occupation américaine, et entrée en vigueur le 3 mai 1947, postule que le Japon renonce à la guerre. Cet article a fait couler beaucoup d'encre depuis chez les personnalités politiques japonaises, les journalistes et l'ensemble de la société.

## Description
Cet article dispose que le Japon renonce à jamais à la guerre :

« Chapitre II. Renonciation à la guerre
Article 9. Aspirant sincèrement à une paix internationale fondée sur la justice et l'ordre, le peuple japonais renonce à jamais à la guerre en tant que droit souverain de la nation, ou à la menace, ou à l'usage de la force comme moyen de règlement des conflits internationaux.
Pour atteindre le but fixé au paragraphe précédent, il ne sera jamais maintenu de forces terrestres, navales et aériennes, ou autre potentiel de guerre. Le droit de belligérance de l'État ne sera pas reconnu. »

## Histoire

### Origine
Ce serait Kijūrō Shidehara, alors Premier ministre du Japon, qui aurait présenté l'idée pour la première fois à Douglas MacArthur lors d'une réunion le 24 janvier 1946. Il est possible qu'il se soit inspiré d'une lettre de Toshio Shiratori, ancien ambassadeur du Japon en Italie et qui attendait son procès pour crime de guerre, à Shigeru Yoshida, alors ministre des affaires étrangères, et que ce dernier lui a transférée le 20 janvier.
Le 4 février, Courtney Whitney, chef de la section gouvernementale du commandement suprême des forces alliées, transmet à ses subordonnés les dispositions de MacArthur, qui comprennent le renoncement à la guerre en tant que droit souverain de la nation.
Cette partie du projet ainsi que le nouveau statut de l'empereur sont sujets à controverse côté japonais, mais sont finalement approuvés par l'empereur le 22 février.

### Remise en cause
En parallèle de la signature du Traité de paix à San Francisco le 8 septembre 1951, les Japonais signèrent un traité de sécurité bilatéral avec les États-Unis dans lequel il était reconnu au Japon un droit naturel de légitime défense collective, ce qui s’opposait clairement à l’article 9.
À cette évolution s’additionne l’entrée en fonction d’un état-major des armées en mars 2006 et la création d’un véritable ministère de la Défense en 2007.
Le retour de Shinzo Abe en tant que Premier ministre a accéléré la renaissance militaire du Japon aussi bien sur le plan politique, avec une réorientation vers un pacifisme proactif, que sur le plan institutionnel, avec la création d’un Conseil de sécurité national en décembre 2013.
En 1997 est créé un lobby ouvertement révisionniste, Nippon Kaigi. Il veut influencer l'interprétation de la Constitution et en particulier cet article.
Le 1er juillet 2014, le conseil des ministres change l’interprétation d’une partie de l’article 9. Cette résolution tolère l’utilisation du droit collectif (toujours avec certaines limites) et dessine une orientation vers un assouplissement de l’utilisation des armes.
Le 19 septembre 2015, la Chambre haute adopte la loi sur les Forces japonaises d'autodéfense qui inclut une clause dite d'autodéfense collective : les forces d'autodéfense peuvent intervenir pour protéger un pays ami en difficulté dans un conflit, sans qu'il y ait une menace directe sur le territoire du Japon. Cette clause élargit ainsi l'interprétation de l’article 9. Ça s’oppose à l’article 9 de la Constitution de 1947.

### Réactions
Le médecin et intellectuel Shūichi Katō et le récipiendaire du Prix Nobel de littérature, Kenzaburō Ōe ont fondé en 2004 une association de défense de la Constitution pacifiste du Japon.

### Filmographie
- Le Japon, l'empereur et l'armée, film documentaire écrit et réalisé par Kenichi Watanabe, 2009, édition DVD, Arte.